# Confederación General del Trabajo (España)
La Confederación General del Trabajo (CGT) es un sindicato anarcosindicalista de España que nace en 1979 a raíz de un proceso judicial entre facciones de la Confederación Nacional del Trabajo por sus diferencias de criterio sobre el proceso de reorganización y reestructuración de las organizaciones sindicales en 1977 durante la  Transición Española. Desde 1979 se presentaba como CNT-Renovada o CNT-Congreso de Valencia o simplemente CNT (eliminando las siglas de la Asociación Internacional de los Trabajadores), según se acumulaban varios procesos de escisión de la Confederación Nacional del Trabajo que se unificaban en una sola organización, hasta 1989 cuando perdió el pleito con el otro sector y con él el derecho al uso de las siglas del sindicato.
Fue CNT Congreso de Valencia una escisión minoritaria producida en el V Congreso de la CNT-AIT de la Casa de Campo en 1979, adquiriendo esta denominación porque organiza y celebra el VI Congreso de CNT (Extraordinario) en Valencia del 25 al 27 de julio de 1980, ya de forma separada respecto al resto de la organización. Esta escisión se unió a otra, mucho más importante, producida tras el Congreso de Barcelona y Torrejón a través del denominado Congreso de Unificación, celebrado en Madrid en 1984, y fue conocida, a partir de entonces, como CNT Renovada o simplemente CNT, hasta que en abril de 1989 un juez, en respuesta a una denuncia puesta ante los tribunales por CNT-AIT, consideró ilegítimo el modo en que se había convocado dicho congreso. A partir de entonces esta organización pasó a denominarse Confederación General del Trabajo, pasando previamente por una fase de adaptación en la que se denominó CGT-CNT.
Cuenta con alrededor de más de 100 000 afiliados, y representa a otros miles más de trabajadores a través de los comités de empresa, órgano electo de gran parte de las empresas españolas.

## Definición
La CGT es una asociación de trabajadores y trabajadoras que se define  anarcosindicalista, y por tanto: de clase, autónoma, autogestionaria, federalista, internacionalista y libertaria.
Artículo 1ª de los Estatutos de CGT

La CGT se autodenomina como sindicato, que es una organización que actúa en el mundo del trabajo. Así mismo consideran que la organización puede involucrarse en asuntos sociales no relacionados directamente con las relaciones laborales por considerar que afectan a su vez a la clase trabajadora.

## Historia
Trabajar por desarrollar entre los trabajadores el espíritu de asociación, haciéndoles comprender que sólo por estos medios podrán elevar su condición moral y material en la sociedad presente y preparar el camino para su completa emancipación en el futuro, merced a la conquista de los medios de producción y consumo. Practicar la ayuda mutua entre las colectividades federales, siempre que sea necesario y éstas lo reclamen, tanto en caso de huelga como en cualquier otro que pudiera presentárseles. Sostener las relaciones con todos aquellos organismos obreros afines, ya nacionales o internacionales, para la común inteligencia que conduzca a la emancipación total de los trabajadores".
Artículo Primero de los Estatutos de la CNT, presentados para su legalización, a las 11:30 horas del día 7 de mayo de 1977.

Tras la muerte de Francisco Franco, durante la Transición Española el movimiento anarquista español comenzó a recuperarse de la larga represión que lo había condenado a una existencia mínima en el exilio. La Confederación Nacional del Trabajo, histórica organización anarcosindicalista, despuntó rápidamente llegando a alcanzar en pocos meses los cientos de miles de afiliados tras la muerte del dictador.
En 1977 aunque CNT carecía de la popularidad que había tenido en 1936 existió actividad del movimiento anarcosindicalista, que duró los primeros cuatro años de fase postfranquista. Hubo mítines o convocatorias festivas y debates. En muchos casos la CNT se nutrió de grupos de trabajadores que no aceptaban la claudicación que progresivamente iban llevando CC.OO. y UGT con relación a las luchas obreras por su dependencia política del PCE, PSUC y del PSOE.

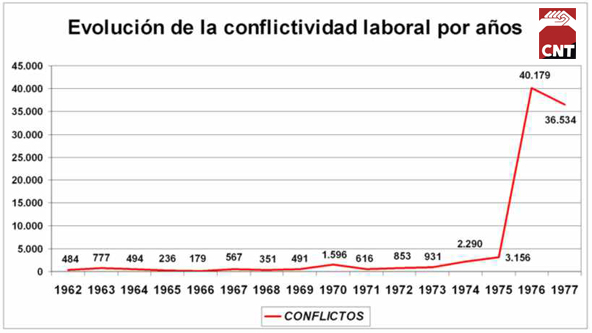
Evolución de la conflictividad.

La parálisis en el desarrollo de la CNT empezó a producirse a mediados de 1978, junto con la pérdida progresiva e irreparable de implantación social, y siguió esta trayectoria durante todo 1979 hasta el V Congreso de CNT, celebrado en la Casa de Campo de Madrid. Las causas y los motivos según miembros de la CGT fueron el dogmatismo ideológico dentro la organización que excluía a los nuevos simpatizantes, la actitudes contraculturales de algunos sectores del sindicato que perjudicaron su imagen ante los obreros, la imagen de simpatizantes del terrorismo que les dieron los medios de comunicación del gobierno especialmente desde el Caso Scala, y la infiltración de confidentes y policías.

Manifestación de CGT contra la ley Corcuera

El acoso policial, la consolidación de la monarquía constitucional y el reflujo de las luchas obreras llevaron a la CNT a una seria crisis.  Cerrado el periodo de luchas revolucionarias del tardofranquismo, había  llegado el momento de hacer balance del largo y complicado proceso de  reconstrucción y adaptarse a la nueva realidad social y política de la España de los años ochenta. Así pues, a finales de 1979, la CNT organizaría su V Congreso y primero desde el Congreso de Zaragoza en 1936, y desde que la dictadura lo ilegalizara. Ya durante el periodo precongresual se hizo evidente la fuerte división en el seno de la organización. No había discrepancias en el diagnóstico de la situación problemática que atravesaba la CNT y el conjunto del movimiento anarcosindicalista, pero las diferencias eran muy agudas cuando se buscaban las causas y se proponían las soluciones. Según se iba profundizando en el debate, se iban observando dos grandes corrientes de opinión que confluirían al Congreso y generarían la primera gran división de la CNT desde 1933.
En el Congreso de la CNT de 1979, celebrado en Madrid, se produjo un fuerte enfrentamiento entre ambas posturas en el punto de la participación en las elecciones: el sector partidario de la participación abandonó, denunció el clima de violencia y falta de libertad de expresión en el congreso, y posteriormente constituyó su propio congreso, existiendo en aquel momento dos CNT´s, pues la recién creada también se conocía como CNT Congreso de Valencia. En 1983, la CNT (que en 1980 se había unido a la AIT), sufrió una nueva escisión tras los congresos de Barcelona y Torrejón de Ardoz, por los mismos motivos que antes; esta agrupación se unió a la CNT-Congreso de Valencia en el denominado Congreso de Unificación de 1984 y aunque continuaban llamándose CNT, los medios de comunicación[cita requerida] la empezaron a distinguir como la CNT-Renovada, en contraposición a la CNT-Histórica, nombre utilizado para la CNT Histórica y oficialista.

«El Congreso de Unificación de la CNT acuerda: Rechazar el modelo sindical continuista que, desde el Gobierno, capital y centrales reformistas se nos ha venido imponiendo durante la transición, y cuyo eslabón definitivo parece ser la Ley Orgánica de Libertad Sindical (LOLS), donde se da carta legal al hegemonismo de CC.OO.-UGT, marginando al sindicalismo revolucionario y autónomo, que defiende la CNT (hoy CGT), así como perpetuando la institucionalización de las relaciones laborales y la acción sindical. Reafirmar el modelo anarcosindicalista de Acción Sindical, basado en las secciones sindicales como órgano de organización y representación de los trabajadores en la empresa, y que utilizan la asamblea como órgano de discusión y expresión unitaria de los trabajadores. Concurrir a las Elecciones Sindicales, como táctica de la organización, debiendo asimismo respetarse cada decisión individual o de aquella Sección Sindical de no presentarse a las mismas, sin que se permita la realización del boicot por lo que ello tendría de contradictorio. El objetivo táctico de la CNT (hoy CGT) al participar en los Comités de Empresa no es otro que el conseguir la implantación y el reconocimiento de las Secciones Sindicales, por lo que dentro de sus posibilidades, las Secciones Sindicales de CNT presentes en Comités de Empresa trabajarán por su vaciamiento de contenido y su final disolución, siendo sustituidos por las Secciones Sindicales. Dicho vaciamiento no significará nuca dejaciones o falta de participación sindical.»
Acuerdos del Congreso Extraordinario de Unificación de 1984

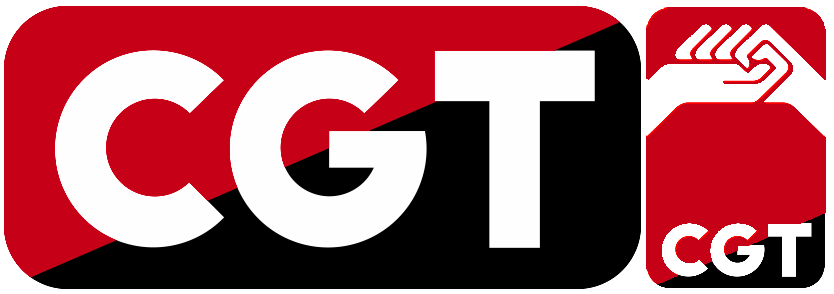
Logotipos de la CGT

La regulación legal de la representación de los trabajadores en la empresa, que se estableció en 1977, se basaba en los comités de empresa o delegados de personal elegidos por los trabajadores. Esto chocaba con el modelo tradicional de secciones sindicales del sindicalismo histórico español. Desde todas las posiciones de CNT se criticó el modelo por: su tendencia al corporativismo (sindicalismo de empresa), el freno que suponía a la sindicación y la previsible separación de los delegados de sus representados. 
No obstante, el sector renovador optó por presentarse a las elecciones sindicales (en candidaturas de la CNT o por decisión asamblearia), intentando superar los aspectos más negativos de la ley y aprovechando los que se consideraban positivos (información y propaganda en horas de trabajo, convocatorias de asambleas, acceso a información de la empresa, representación legal…),  dejando la puerta abierta a practicar otros modelos más participativos y directos en las empresas donde la mayoría de trabajadores estuvieran de acuerdo.
Esta postura táctica fue duramente criticada por los sectores ortodoxos. La radicalización del enfrentamiento en este apartado, junto a otros  aspectos de carácter interno, supuso la pérdida de una gran oportunidad para consolidar y aumentar una fuerza sindical aún significativa, y fue una de las causas fundamentales de la crisis de la CNT a finales de los 70, al tomar como una de sus señas de identidad el hecho de participar o no en las elecciones sindicales.
En junio de 1987 se produciría el X Congreso de la CNT, en el que se constataba el crecimiento y afianzamiento de la organización. En abril de 1989, luego de la sentencia que declaró ilegítimo el congreso fundacional de 1980, el I Congreso Extraordinario de la CNT-CGT (nombre provisional), decide el cambio de siglas, de CNT a CGT, pasando el nuevo sindicato a llamarse definitivamente Confederación General del Trabajo (CGT).
En 2023 firma un acuerdo de unidad de acción junto a los principales sindicatos anarcosindicalistas CNT y Solidaridad Obrera.
En 2024 convova la huelga general española del 27 de septiembre de 2024, en solidaridad con Palestina, para exigir el cese del genocidio palestino, y para exigir la ruptura de relaciones con el Estado de Israel.

## Símbolos de la CGT
El logotipo de la CGT -las manos entrelazadas- simbolizan la solidaridad obrera y el apoyo mutuo. El fondo representa la bandera rojinegra del anarcosindicalismo, con el color negro -simbolizando el anarquismo- y rojo -simbolizando el movimiento obrero, divididos por una línea diagonal. Sobre la bandera se incriben las siglas "CGT" de la Confederación General del Trabajo. El himno confederal es A las barricadas.

## Objetivos
Los objetivos de la CGT, son:
- Desarrollar la voluntad de asociación de los trabajadores, independientemente de su sexo, credo, raza, nacionalidad, lengua, ideas políticas o religiosas.
- La emancipación de los trabajadores, mediante la conquista, por ellos mismos, de los medios de producción, distribución y consumo, y la consecución de una sociedad anarquista.
- La eliminación de cualquier forma de explotación y de opresión que atente contra la libertad de la persona.
- La práctica del apoyo mutuo y de la solidaridad entre los trabajadores, así como la defensa de sus intereses socioeconómicos inmediatos.

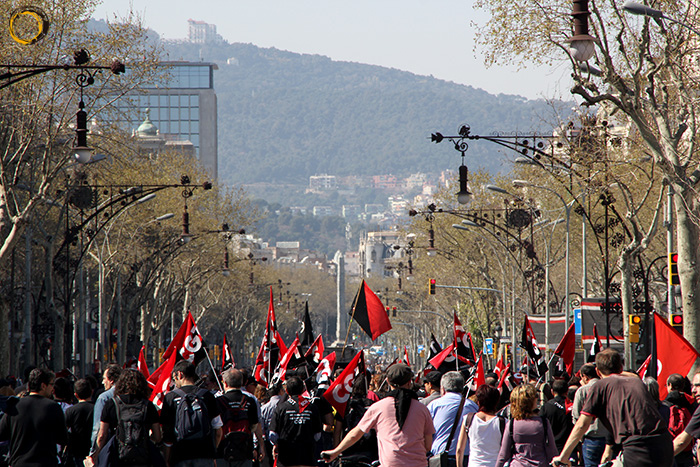
Manifestación Huelga General en Barcelona.

- La promoción y organización de actividades encaminadas:
  - Al desarrollo sistemático de la formación profesional.
  - Al mantenimiento del equilibrio ecológico y la defensa del medio ambiente.
  - A la ayuda de todo tipo en favor de los colectivos, grupos, sectores y personas que sufran algún tipo de discriminación o marginación social, profesional, económica, racial, etc., con objeto de facilitar su integración social.
  - A la formación y divulgación cultural de toda índole, en cualquier ámbito o nivel.
- Fomentar el conocimiento y la difusión del pensamiento anarquista y anarcosindicalista.
- Ayudar al estudio e investigación de la historia del sindicalismo, el anarcosindicalismo y el movimiento anarquista.
- Ayudar al estudio e investigación de las corrientes sindicalistas en España y otros países.
- Elaborar y suministrar información sobre cualquier tema que interese a la clase trabajadora.
- Fomentar el estudio e investigación en el ámbito de las ciencias económicas y sociales para el mejor cumplimiento de los fines anteriores.

Para alcanzar los objetivos citados, la CGT decide que establecerá relaciones con cuantos organismos obreros afines nacionales e internacionales puedan coadyuvar a su consecución, así como proclama la utilización de forma preferente de los medios de acción directa que en cada caso se estimen convenientes, definidos en sus Plenos y Congresos.
Participa, junto a otras federaciones y organizaciones, en la red Solidaridad Internacional Libertaria.

## Organización

#### Los sindicatos

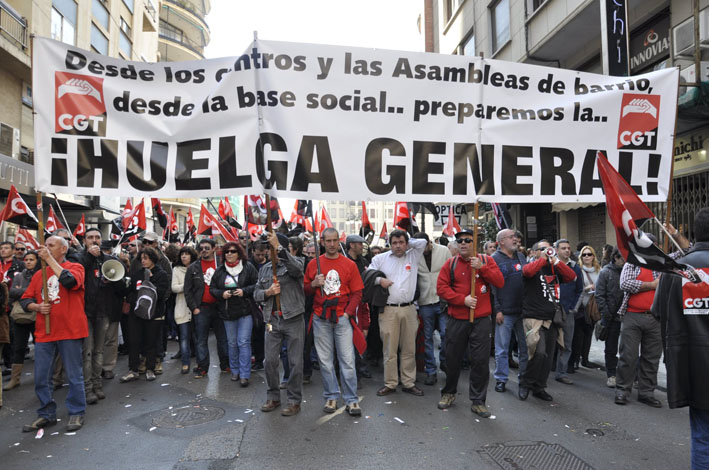
Manifestación de la CGT en Valencia.

La CGT es una federación de sindicatos de sector de ámbito local, provincial o comarcal. Los sectores que no tengan el número suficiente de afiliados o capacidad organizativa para constituir un sindicato sectorial se organizan en un sindicato de oficios varios. Cuando este sindicato es el único constituido en un ámbito determinado, puede llamarse "sindicato único". También pueden constituirse sindicatos multisectoriales. Los sindicatos actúan en los centros de trabajo a través de las secciones sindicales.

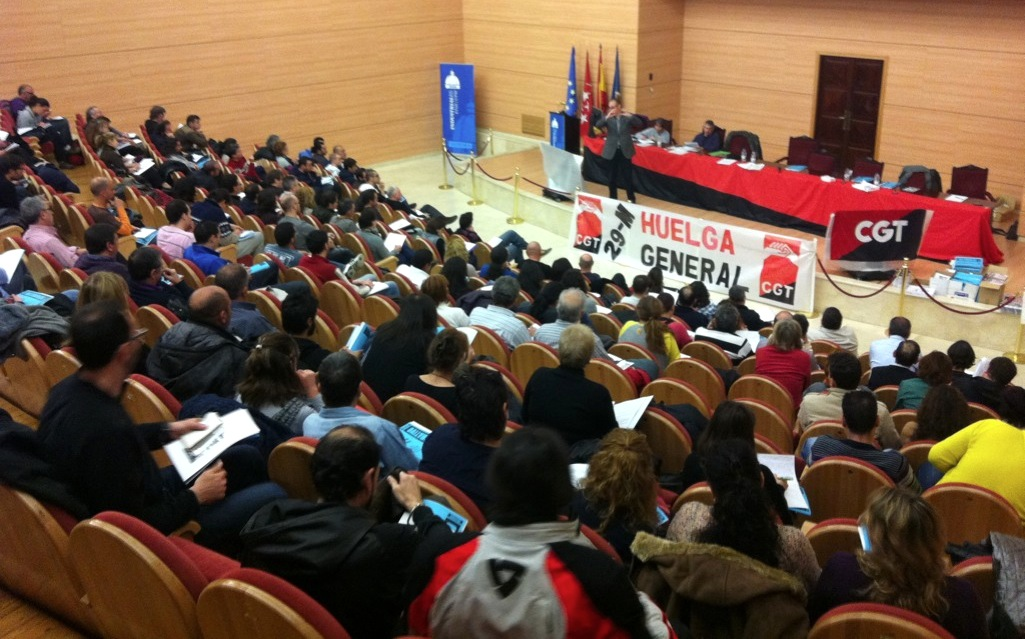
Asamblea de CGT.

El máximo órgano de decisión del sindicato es la Asamblea General, que es la reunión formal de los afiliados de un sindicato de la CGT. En asamblea se hacen todos los acuerdos: elección de cargos, cuentas, acuerdos para Plenos, Congresos y demás comicios, expulsión de afiliados, etc. 

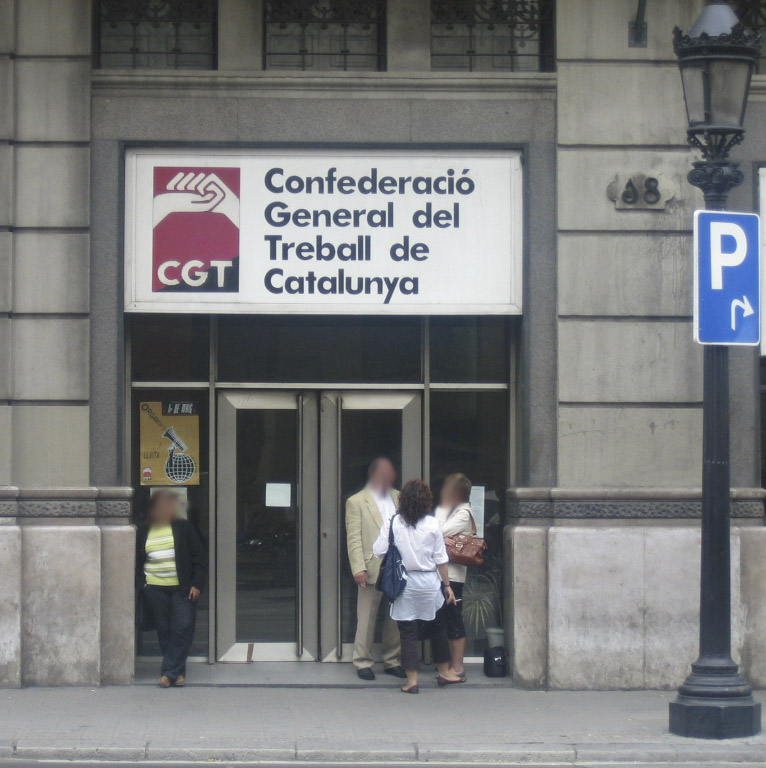
Sede de la Federación Local de la CGT de Barcelona.

Cuando un grupo de trabajadores encuadrado en un sindicato de ámbito superior al local quisiera constituir un sindicato de ámbito inferior, podrán hacerlo, obligando al resto de la estructura a adaptarse a la nueva situación.
Los sindicatos del mismo ámbito territorial (local, provincial o comarcal) se federan entre sí constituyendo las federaciones locales, provinciales o comarcales de la CGT que, a su vez, constituyen las Confederaciones Territoriales de la CGT. Éstas pueden coincidir o no con la organización territorial del Estado.
Las Confederaciones Territoriales forman parte, a su vez, del Comité Confederal de la CGT, máximo órgano de la organización.

### Las Federaciones de Sector
Las Federaciones de Sector de la CGT están constituidas por los sindicatos sectoriales y las secciones sindicales de los Sindicatos de Oficios Varios, Únicos y Multisectoriales del sector de que se trate.
Sólo pueden tomar decisiones referidas a cuestiones reivindicativas y relacionadas con su sector y, con ese carácter, forman parte del Comité Confederal de la CGT.

### Comités
Los Comités son organismos coordinadores de los distintos ámbitos (local, territorial, sectorial) y no tienen poder ejecutivo.
Constan de un Secretariado Permanente y de representantes de las organizaciones que las formen (de Sindicatos en el caso de Comité Local, Provincial o Comarcal; de Federaciones Locales, Provinciales o Comarcales en el caso de Comité Territorial; y de Territoriales en el caso del Comité Confederal de la CGT. En este caso también formarán parte los representantes de las Federaciones de Sector).

### Los Congresos y otros comicios
El máximo órgano de decisión de la CGT es el Congreso, al que asisten todos los sindicatos adheridos a la organización. En los Congresos se adoptan los acuerdos y posicionamientos generales y organizativos de la CGT. Los distintos sindicatos envían sus representantes elegidos en Asamblea General para defender los acuerdos del sindicato, adoptados también por la Asamblea General.
Para cuestiones reivindicativas y de elecciones sindicales está la Conferencia de Sindicatos, con un mecanismo similar al de los Congresos.
Entre Congresos se celebran los Plenos Confederales, a los que asisten delegaciones directas de las Confederaciones Territoriales elegidas en sus propios Plenos y en ellos se adoptan, esencialmente, acuerdos económicos y organizativos que no contradigan lo establecido por los Congresos.
La Plenaria del Comité Confederal de la CGT es la reunión del Comité Confederal, y en ella se gestionan y desarrollan los acuerdos adoptados en Congresos, Conferencias y Plenos. También hay Plenarias en el resto de niveles orgánicos (Sectorial, Territorial, etc.) y no son órganos de decisión.

## Congresos de la CGT

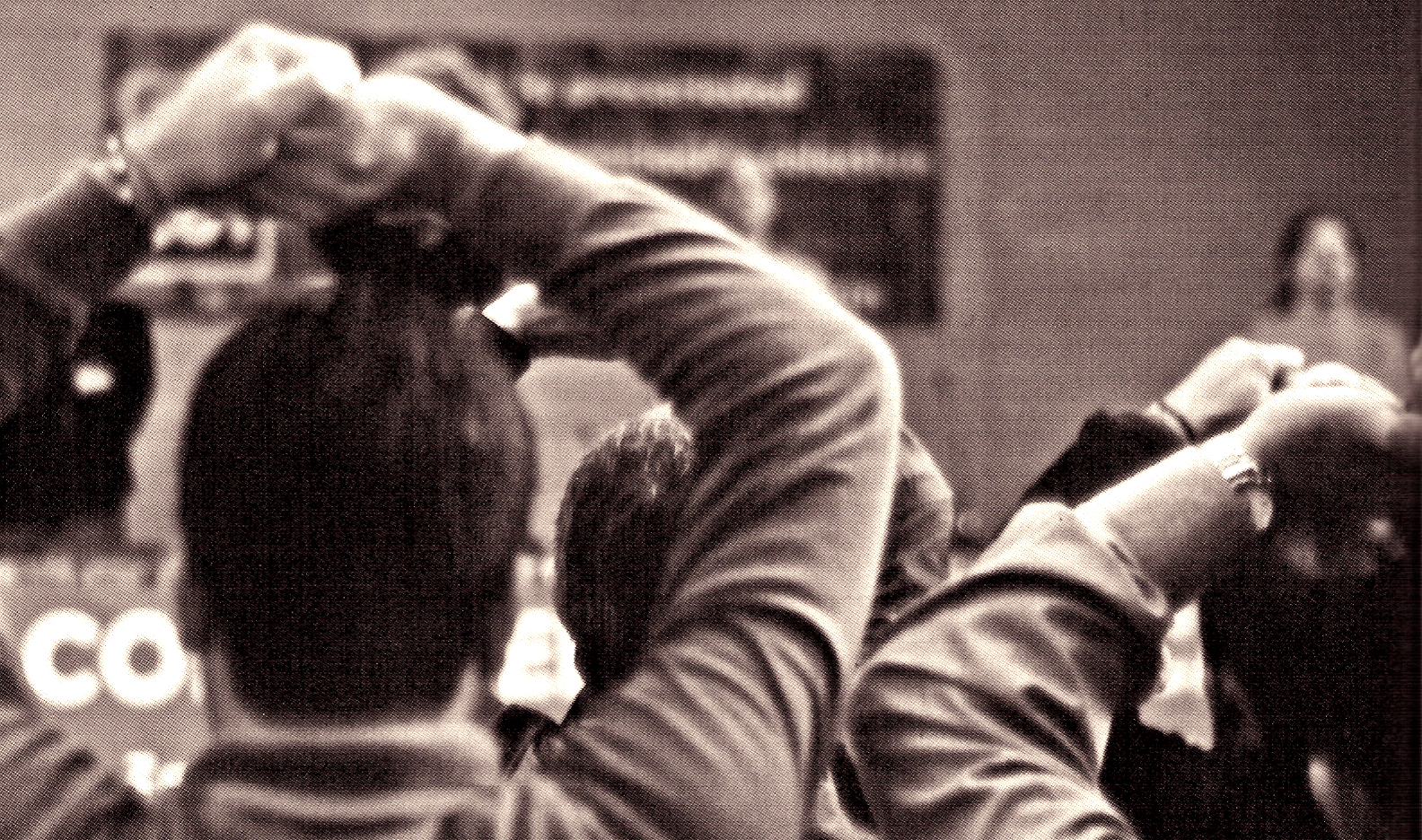
Acto sindical de CGT

El Congreso de la CGT es el máximo órgano de decisión de la misma. Se celebrará con carácter ordinario cada cuatro años y extraordinariamente cuando lo decida el órgano que reglamentariamente se determina o lo solicite un tercio de los sindicatos federados a la organización. La forma de convocatoria, organización y funcionamiento se determina reglamentariamente.
La CGT (CNT) cambia de siglas en abril de 1989, las que la CGT se considera heredera en sus postulados de las organizaciones de trabajadores que se han sucedido en el tiempo en España, y de los congresos previos de la CNT, por lo tanto, la numeración de los Congresos ordinarios continúa a partir del V Congreso de la CNT.

#### ComoCNT-Congreso de Valencia
- VI Congreso de CNT (Extraordinario) (Valencia), celebrado entre el 25 y el 27 de julio de 1980.

Este fue un Congreso de reorganización interna y la definición de nuevas estrategias de la CNT tras el V Congreso y la división interna que supuso. En el orden del día destacan tres grandes apartados :
Análisis de la situación interna de la organización, estrategias de extensión, alternativas de funcionamiento, el problema de las siglas, estructuras orgánicas confederales. Se elige como secretario general de la CNT a Carlos Martínez.
- VII Congreso de CNT, celebrado en Barcelona y Torrejón de Ardoz (Madrid) en 1983.

Este Congreso en realidad representaría a dos comicios distintos, celebrados por la CNT, al correspondiente VI Congreso, celabrado en Barcelona (Palacio de los Deportes), entre el 12 y el 16 de enero, y el Extraordinario, en Torrejón de Ardoz (Madrid), entre el 31 de marzo y el 3 de abril, como continuación del anterior y con carácter monográfico. Se elige como secretario general de la CNT a Antonio Pérez Canales.
- VIII Congreso de CNT, Madrid, del 29 de octubre al 1 de noviembre de 1983.

#### ComoCNT-Renovada
- IX Congreso de Unificación de CNT (Extraordinario) Madrid, del 29 de junio al 1 de julio de 1984.

Es el Congreso de Unificación entre dos sectores de la CNT escindidos (CNT-Congreso de Valencia y un importante sector de la CNT-AIT).  Se elige como secretario general de la CNT a José March Jou.
- X Congreso de CNT, Madrid (Ciudad Escolar de San Fernando), del 18 al 21 de junio de 1987.

#### ComoCGT
- I Congreso Extraordinario de CNT-CGT, Madrid (Casa de Campo), 29 de abril de 1989. Congreso en que se decide el cambio de siglas, de CNT a CGT, ante una sentencia judicial adversa.

Se reafirma el proyecto anarcosindicalista iniciado en el congreso de Reunificación de 1984, y se da el debate y aprobación de los posibles recursos a la sentencia del Tribunal Supremo del 7 de abril de 1989.
- XI Congreso de CGT Madrid, Teatro de la Casa de Campo, 1-3 de diciembre de 1989.

Se elige como secretario general de la CGT a Emilio Lindosa Lucas.
- II Congreso Extraordinario de CGT, Coslada (Madrid), 30 de mayo - 1 de junio de 1991.

Se elige como secretario general de la CGT a José March Jou.
- XII Congreso de CGT, Ciudad Escolar de San Fernando (Madrid), 9 - 12 de octubre de 1993.

Se elige como secretario general de la CGT a José María Olaizola Albéniz.
- XIII Congreso de CGT, Madrid, del 31 de enero al 2 de febrero de 1997.
- III Congreso Extraordinario de CGT, Tarragona, del 28 al 30 de noviembre de 1997.

Continuación del XIII Congreso.
- XIV Congreso de CGT, Valladolid, del 5 al 8 de abril de 2001.
- XV Congreso de CGT, Valencia, del 30 de junio al 3 de julio de 2005.
- XVI Congreso de CGT, Málaga, del 4 al 7 de junio de 2009.
- XVII Congreso de CGT, La Coruña, del 17 al 20 de octubre de 2013.
- XVIII Congreso de CGT, Valencia, del 15 al 18 de febrero de 2018.
- VII Congreso Extraordinario de CGT, Mérida, del 26 al 27 de enero de 2019. Sobre convocar desde las bases una Huelga General Feminista el 8M.
- XIX Congreso de CGT, Zaragoza, del 8 al 12 de junio de 2022.

## Publicaciones

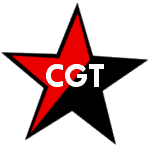
Estrella roja y negra de la CGT.

La CGT edita mensualmente el periódico de actualidad Rojo y Negro y la revista de reflexión y debate Libre Pensamiento, con ámbito estatal. Rojo y Negro comienza en enero de 1984, poco después de la división sufrida por la Confederación Nacional del Trabajo, que dio origen a la CNT-Renovada que posteriormente se convertiría en CGT. Al principio la periodicidad de la publicación fue irregular, antes de volverse mensual desde 1988. Se reparte entre los afiliados al sindicato.
A nivel confederal, las distintas federaciones cuentan con su propia publicación como Barricada de Papel en Andalucía, Noticia Confederal en la Comunidad Valenciana, Catalunya en Cataluña (en su segunda época, pues antes esta revista fue publicada por CNT histórica en 1937), Papers en las Islas Baleares, Beltza en el País Vasco, Mallón en Galicia y diferentes publicaciones informativas elaboradas por la secciones sindicales.

## Implantación

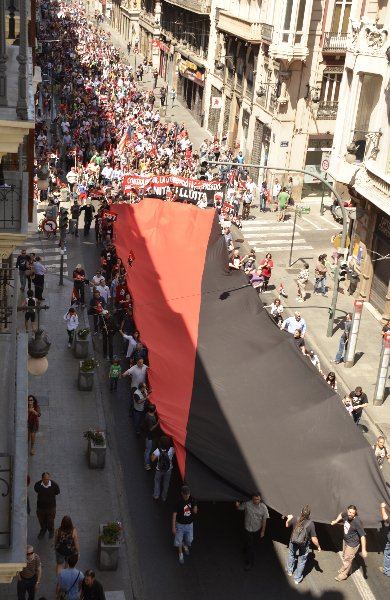
Manifestación del 1.º de Mayo de la CGT

La CGT es el cuarto sindicato en España en número de delegados y afiliados y no tiene la consideración legal de "más representativo" por no llegar al 10% de representatividad en número de delegados, a gran distancia de CCOO y la UGT y ligeramente por detrás de la USO. En cuanto a implantación a nivel estatal, es el tercer sindicato. Su mayor presencia está en el sector de Transportes y Comunicaciones y en la industria del automóvil, especialmente en General Motors, SEAT, Renault, Nissan, Volkswagen y Ford, y demás empresas proveedoras del sector. También destaca su presencia en el sector de la limpieza, en las Administraciones Públicas, en Correos y en los sectores de Banca, Sanidad y Enseñanza, así como en el Sector de las Telecomunicaciones (Comité Intercentros de Telefónica) o en el Telemarketing. Cuenta con 7000 delegados sindicales y miembros de Comités de Empresa, cerca de 80.000 afiliados y más de un millón de votos entre los trabajadores en las elecciones sindicales.

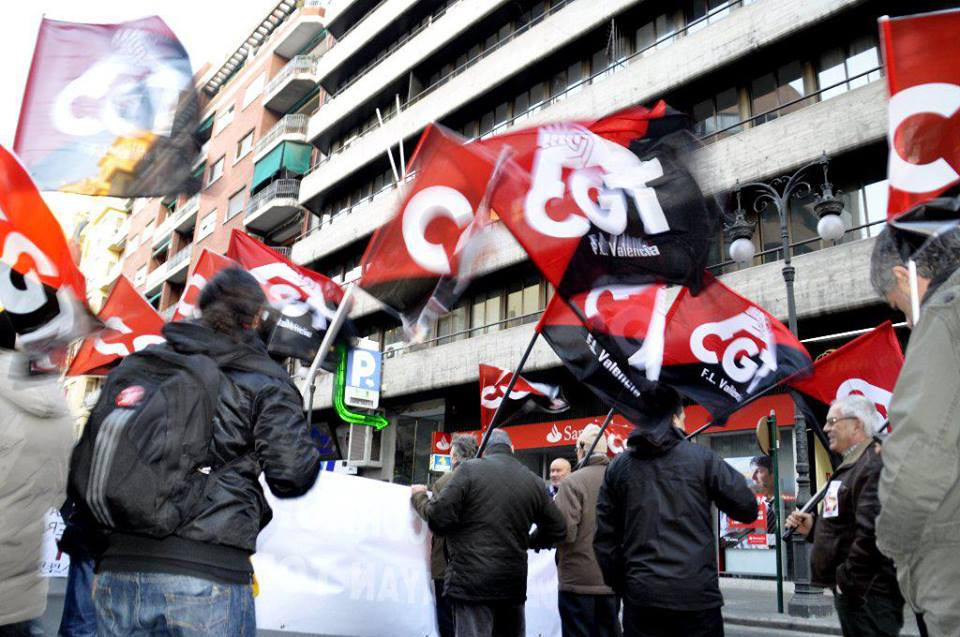
Protesta de la CGT.

La CGT ha destacado en los últimos conflictos de Limpieza Pública, en SEAT y en la huelga de los trabajadores de tierra de Iberia en Barcelona, además de en las últimas movilizaciones por la regulación de los trabajadores inmigrantes en España, así como en multitud de conflictos laborales y en las luchas contra la precariedad laboral, como Telemarketing, Informática y Asambleas de Parados. La CGT tiene presencia en el mayor conglomerado audiovisual de España, Mediaset España, así como en la televisión y radio públicas, RTVE, y es además el sindicato mayoritario en Salvamento Marítimo.
Su actividad sindical está presente en todas las comunidades autónomas de España. Donde el sindicato tiene más presencia es en Andalucía, Cataluña , Madrid y la Comunidad Valenciana.
En la actualidad, la CGT es la organización anarcosindicalista con más presencia e implantación en el mundo laboral a nivel internacional.

## Fundaciones y federaciones
- Administración Pública
- Alimentación, Comercio y Hostelería
- Banca, Bolsa, Ahorro, Seguros, Entidades de crédito y Oficinas y Despachos
- Campo, Agricultura, Ganadería y Pesca
- Construcción, Madera, Cerámica y Corcho
- Energía, Minería y Químicas y afines
- Enseñanza
- Espectáculos, Información, Papel y Artes Gráficas
- Jubilados y Pensionistas
- Limpiezas y Mantenimiento
- Metal
- Sanidad
- Transporte, Comunicaciones y Mar
- Textil, Piel y derivados
- Fundación Salvador Seguí
- Solidaridad Internacional Libertaria
- Federación Comarcal de Noya
- Federación Local de Barcelona
- Federación Comarcal Barcelonés Norte
- Federación Comarcal del Bajo Llobregat
- Federación Local de Castellar del Vallés
- Federación Intercomarcal del Garraf/Alto Panadés
- Federación Local de Manresa
- Federación Comarcal del Maresme
- Federación Local de Rubí
- Federación Local de Sabadell
- Federación Local de Sallent
- Federación Local de Tarrasa
- Federación Comarcal del Vallés Oriental
- Federación Comarcal Bajo Panadés (Vendrell)
- Federación Comarcal del Bajo Campo/El Priorato (Reus)
- Federación Local de Tarragona
- Federación Intercomarcal de Lérida
- Federación Intercomarcal de Gerona
- Federación Local de Alicante
- Federación Local de Alcoy
- Federación Local de Benidorm
- Federación Local de Castellón de la Plana
- Federación Local de Gandía-La Safor
- Federación Local de Murcia
- Federación Local de Valencia
- Federación Local de Vinaroz
- Federación Local de Palma de Mallorca
- Federación Local de El Arenal
- Federación Local de Ciudadela de Menorca
- Federación Comarcal del Campo de Gibraltar
- Federación Local de Jerez
- Federación Local de Chiclana
- Federación Local de Cádiz

### Fundación Salvador Seguí
La Fundación Salvador Seguí se constituyó en 1986 como un Centro de Estudios Libertarios vinculado al sindicato CGT, con sede en Barcelona, con el objetivo de recopilar y conservar la documentación referente al anarquismo y el anarcosindicalismo, y analizar los fenómenos sociales desde una óptica anarcosindicalista. Con su nombre la fundación quiere rendir homenaje a la figura del militante anarquista Salvador Seguí, el Noi del Sucre, una de las figuras más importantes del movimiento anarcosindicalista español.

## Secretarios generales

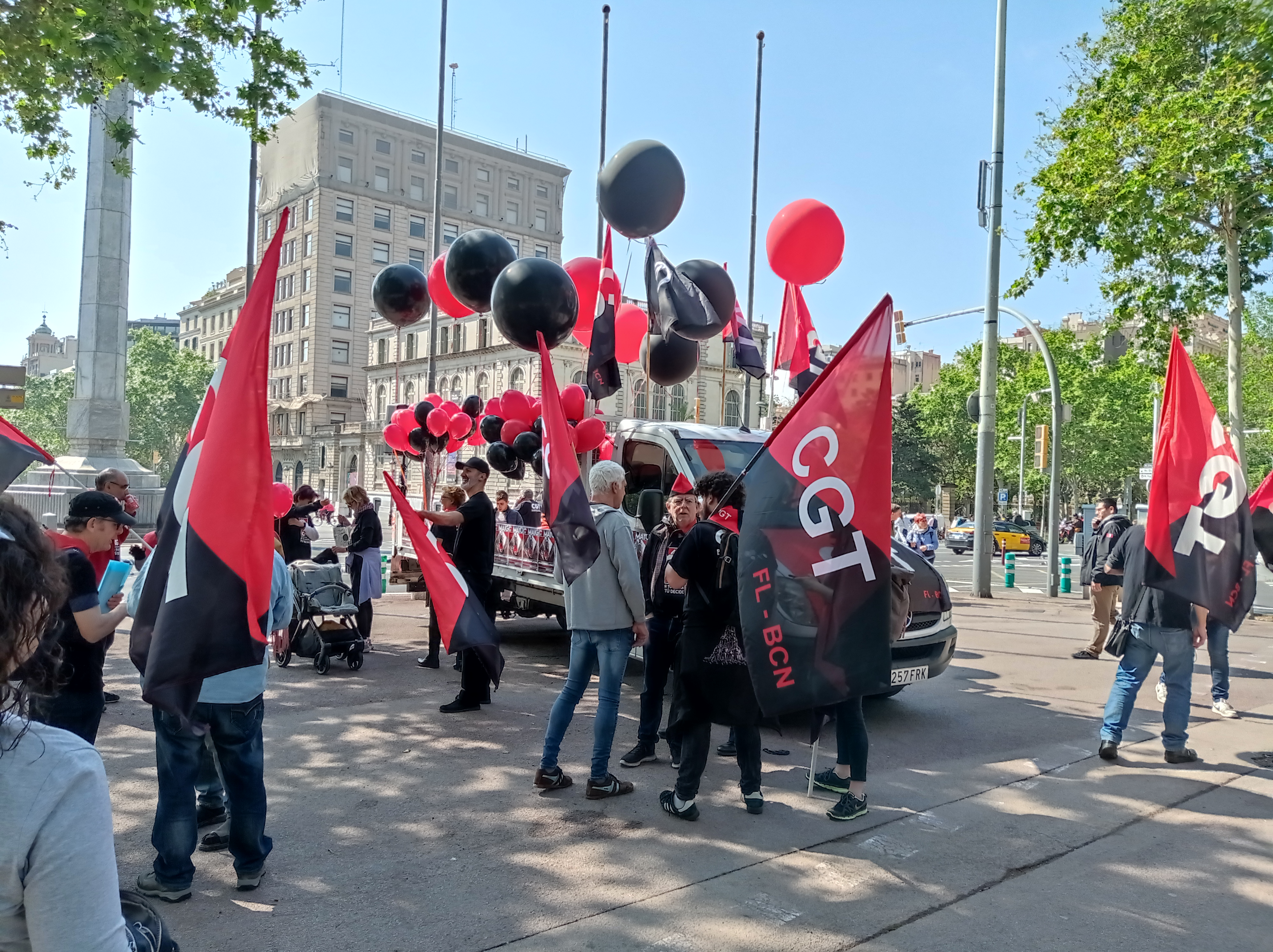
Acto de la CGT para el Día Internacional de los Trabajadores (1 de mayo de 2024)

### ComoCNT-Congreso de Valencia
- Manuel Cárdenas (marzo – julio de 1980)
- Carlos Martínez (julio de 1980 – febrero de 1982)
- José María Berro (febrero de 1982 – octubre de 1983)
- Carlos Ramos Jacquotot (octubre de 1983 – julio de 1984)

### ComoCNT-Renovada
- José March Jou (julio de 1984 - diciembre de 1989)
- Emilio Lindosa Lucas (diciembre de 1989-junio de 1991)

### CGT
- José March Jou (junio de 1991 - noviembre de 1992)
- José María Berro (en funciones; noviembre de 1992 – octubre de 1993)
- José María Olaizola (octubre de 1993 - abril de 2001)
- Eladio Villanueva (abril de 2001 - febrero de 2008)
- Jacinto Ceacero (febrero de 2008 - octubre de 2013)
- José Manuel Muñoz Póliz (octubre de 2013- Junio de 2022)
- Miguel Fadrique Sanz (Junio de 2022- actualidad)

## Organizaciones internacionales
Entre 2001 a 2005, CGT convocó y coordinó la organización internacional anarcosindicalista y anarcocomunista Solidaridad Internacional Libertaria con alrededor de 22 organizaciones participantes, especialmente de España, Francia, Italia, y Suecia. Fue fundada en abril de 2001 a raíz de un encuentro internacional convocado por CGT en Madrid. Realizaron dos encuentros más, en Génova en julio de 2001 en contra del G-8, y en Sevilla en junio de 2002 con motivo de protesta por la cumbre de la Unión Europea. Su creación fue rechazada por la Asociación Internacional de los Trabajadores (adversaria de CGT), que acusó a los promotores de crear esa organización internacional —identificando a la misma CGT de España, a organizaciones relacionadas con CNT-Vignoles de Francia, a Sveriges Arbetares Centralorganisation de Suecia — como uno de varios intentos realizados desde finales de los años 90 para etiquetar como «anarcosindicalismo» prácticas de reformismo burocrático que buscarían convertir a los sindicatos anarcosindicalistas en dependientes de los subsidios del Estado.
Posteriormente CGT fundó la Coordinadora Roja y Negra, junto a Sveriges Arbetares Centralorganisation de Suecia, CNT-F de Francia, USI de Italia, ΕΣΕ de Grecia, IP de Polonia, y Solidaridad Obrera también de España.